# Oenone (genre)
Genre
Oenone est un genre de vers annélides polychètes marins de la famille des Oenonidae.

## Systématique
Selon les sources, le genre Oenone a été créé en 1818 soit par le naturaliste français Jean-Baptiste de Lamarck (1744-1829), soit par le zoologiste français Jules-César Savigny, (1777-1851).

## Liste des espèces
Selon World Register of Marine Species (19 janvier 2022) :
- Oenone fulgida Lamarck, 1818
- Oenone ventrioculata Zanol & Ruta, 2015

## Étymologie
Le nom générique, Oenone, pourrait faire référence à Œnone, la nymphe, fille du dieu fleuve Cébren (d), dans la mythologie grecque.